# Simon de Montfort, Bá tước thứ 6 xứ Leicester
Simon de Montfort, Bá tước thứ 6 xứ Leicester (khoảng 1208 - 4 tháng 8 năm 1265), sau này đôi khi được gọi là Simon V de Montfort để phân biệt với những người họ hàng cùng tên của mình, là một nhà quý tộc gốc Pháp và là một thành viên của Đẳng cấp quý tộc Anh, người đã dẫn đầu phe Nam tước chống lại sự cai trị của Vua Henry III của Anh, với đỉnh điểm là Chiến tranh Nam tước lần thứ hai. Sau những chiến thắng ban đầu của mình trước các lực lượng hoàng gia, ông trở thành người cai trị trên thực tế của đất nước, và đóng một vai trò quan trọng trong sự phát triển hiến pháp của nước Anh.
Trong thời gian cai trị của mình, Montfort đã triệu tập hai nghị viện nổi tiếng. Nghị viện thứ nhất tước bỏ quyền hành vô thời hạn của nhà vua, trong khi Nghị viện thứ 2 bao gồm những công dân bình thường từ các thị trấn. Vì lý do này, Montfort ngày nay được coi là một trong những người khai sinh ra nền dân chủ nghị viện hiện đại. Là Bá tước xứ Leicester, ông đã trục xuất người Do Thái khỏi thành phố đó; khi trở thành người cai trị nước Anh, ông cũng hủy bỏ các khoản nợ đối với người Do Thái thông qua bạo lực thu giữ hồ sơ. Nhóm của Montfort đã tàn sát những người Do Thái ở London, Worcester và Derby, giết rất nhiều người Do Thái từ Winchester đến Lincoln. Sau khi cai trị chỉ hơn một năm, Montfort đã bị giết bởi các lực lượng trung thành với nhà vua trong trận Evesham.
Tất cả tài sản, đất đai và tước vị của Montfort đã được Vua Henry III của Anh tịch thu và trao lại cho con trai thứ 2 của mình là Edmund Crouchback thừa kế, chính người con này đã tạo ra Nhà Lancaster, hậu duệ của ông sau này đã cướp ngôi của dòng chính Vương tộc Plantagenet để lên ngai vàng nước Anh.

### Nội dung về Simon de Montfort và Cuộc chiến của Nam tước
- Labarge, Margaret Wade. Simon de Montfort (London: Eyre & Spottiswoode, 1962)
- Levy, S. "Notes on Leicester Jewry." Transactions (Jewish Historical Society of England) 5 (1902): 34–42. https://www.jstor.org/stable/29777626
- Blaauw, William Henry (1871). The Barons War: Including the Battles of Lewes and Evesham (ấn bản thứ 2). Baxter and Son.
- Ambler, Sophie Therese, The Song of Simon de Montfort, England's First Revolutionary (London: Picador, 2020).
- Brand, Paul, Kings, Barons and Justices, The Making and Enforcement of Legislation in Thirteenth Century England (Cambridge: Cambridge University Press, 2003)
- Church, Stephen, Henry III: Penguin Monarchs (London: Penguin Books, 2019).
- Jones, Dan, The Plantagenets: The Kings Who Made England (London: William Collins, 2013).
- Maddicott, John Robert (1994). Simon de Montfort. Cambridge University Press.
- Powicke, Maurice, The Thirteenth Century, 1217–1307 (Oxford: Oxford University Press, 1991).
- Prestwich, Michael., English Politics in the Thirteenth Century (Houndsmills: Macmillan, 1990).
- Barbara Harvey ed, The Twelfth and Thirteenth Centuries: Short Oxford History of the British Isles (Oxford: Oxford University Press, 2001).
- Treharne, RF, E.B. Fryde ed, Simon de Montfort and Baronial Reform: Thirteenth-Century Essays (London: Hambledon Press, 1986).
- Frame, Robin, The Political Development of the British Isles, 1100–1400 (Oxford: Oxford University Press, 1990).

### Lịch sử Do Thái thời trung cổ ở Anh
- Robin R. Mundill (2002), England's Jewish Solution, Cambridge, United Kingdom: Cambridge University Press, ISBN 978-0-521-52026-3, OL 26454030M
- Sheila Delany, biên tập (tháng 8 năm 2002), Chaucer and the Jews, Routledge, ISBN 9780415938822, OL 7496826M
- Richard Huscroft (ngày 1 tháng 4 năm 2006), Expulsion: England's Jewish Solution, Tempus Publishing, Limited, ISBN 9780752437293, OL 7982808M
- Robin R. Mundill (2010), The King's Jews, London: Continuum, ISBN 9781847251862, LCCN 2010282921, OCLC 466343661, OL 24816680M
- Englishness and Medieval Anglo-Jewry, Colin Richmond p. 42–59, in Tony Kushner, biên tập (ngày 1 tháng 7 năm 1992), The Jewish Heritage in British History, Frank Cass, ISBN 9780714640860, OL 7799842M
- Heinrich Hirsch Graetz (1891), History of the Jews., Philadelphia: Jewish Publication Society of America, LCCN 04022901, OCLC 890591, OL 6944479M
- Jacobs, Joseph (1906). "England". Jewish Encyclopedia. JewishEncyclopedia.com.
- Joe, Hillaby (2013). The Palgrave Dictionary of Medieval Anglo-Jewish History. Basingstoke: Palgrave Macmillan. ISBN 978-0230278165.; especially "Leicester", pp=196-199 and "Montfort, Simon de (1208–65) and the English Jewry", pp=273-275